# Allenatori vincitori della Eurocup
Questa voce riassume la lista degli allenatori vincitori della Eurocup nel corso della sua storia.

## Elenco vincitori
| Allenatore          | Titoli | Squadra campione (stagione)                              |
| ------------------- | ------ | -------------------------------------------------------- |
| Rimas Kurtinaitis   | 3      | Lietuvos rytas (2008-2009) Chimki (2011-2012, 2014-2015) |
| Evgenij Pašutin     | 2      | UNICS Kazan' (2010-2011) Lokomotiv Kuban' (2012-2013)    |
| Joan Plaza          | 2      | Real Madrid (2006-2007) Málaga (2016-2017)               |
| Paco Olmos          | 1      | Valencia (2002-2003)                                     |
| Sharon Drucker      | 1      | Hapoel Gerusalemme (2003-2004)                           |
| Tomo Mahorič        | 1      | Lietuvos rytas (2004-2005)                               |
| Dušan Ivković       | 1      | Dinamo Mosca (2005-2006)                                 |
| Aíto García Reneses | 1      | Joventut Badalona (2007-2008)                            |
| Neven Spahija       | 1      | Valencia (2009-2010)                                     |
| Velimir Perasović   | 1      | Valencia (2013-2014)                                     |
| Ergin Ataman        | 1      | Galatasaray (2015-2016)                                  |
| David Blatt         | 1      | Darüşşafaka (2017-2018)                                  |
| Jaume Ponsarnau     | 1      | Valencia (2018-2019)                                     |
| Zvezdan Mitrović    | 1      | AS Monaco (2020-2021)                                    |
| Sergio Scariolo     | 1      | Virtus Bologna (2021-2022)                               |
| Jaka Lakovič        | 1      | Gran Canaria (2022-2023)                                 |
| Tuomas Iisalo       | 1      | Paris (2023-2024)                                        |
| Dīmītrīs Itoudīs    | 1      | Hapoel Tel Aviv (2024-2025)                              |